# Paquistão e as armas de destruição em massa
Paquistão começou a se concentrar no desenvolvimento de armas nucleares em janeiro de 1972, sob a liderança do primeiro-ministro Zulfikar Ali Bhutto, que delegou o programa ao presidente da PAEC Munir Ahmad Khan. Em 1976, Abdul Qadir Khan também se juntou ao programa de armas nucleares, e, com Zahid Ali Akbar Khan, chefiou o Projeto Kahuta, enquanto o resto do programa que estava sendo executada pela PAEC e incluindo mais de 20 laboratórios e projetos foi chefiada pelo engenheiro nuclear, Munir Ahmad Khan. Este programa iria chegar aos frutos do governo do presidente general Muhammad Zia-ul-Haq, o então chefe do Estado-Maior. Desenvolvimento de armas nucleares do Paquistão foi em resposta a vizinha, Índia e seu desenvolvimento de armas nucleares. Bhutto convocou uma reunião de altos cientistas e engenheiros acadêmicos em 20 de janeiro de 1972, em Multan, que veio a ser conhecido como "reunião Multan". Bhutto foi o principal arquiteto do programa e foi aqui que Bhutto orquestrou o programa de armas nucleares e reuniu cientistas acadêmicos do Paquistão para construir a bomba atômica para a sobrevivência nacional. Na reunião Multan, Bhutto também nomeou Munir Ahmad Khan como presidente da Comissão de Energia Atômica do Paquistão (PAEC), que, até então, havia trabalhado como diretor da energia nuclear e divisão de reator da Agência Internacional de Energia Atômica (AIEA), em Viena, Áustria. Em dezembro de 1972, Abdus Salam levou a criação do Grupo Teórico de Física (TPG), como ele chamou de cientistas que trabalham no ICTP que informam ao Munir Ahmad Khan. Isto marcou o início da busca da capacidade de dissuasão nuclear do Paquistão. Após o teste nuclear surpresa da Índia, de codinome Smiling Buddha em 1974, o primeiro teste nuclear confirmado por uma nação fora dos cinco membros permanentes do Conselho de Segurança das Nações Unidas, o objetivo de desenvolver armas nucleares recebeu um impulso considerável.
Finalmente, em 28 de maio de 1998, poucas semanas depois do segundo teste nuclear da Índia (Operação Shakti), o Paquistão detonou cinco dispositivos nucleares em Ras Koh Hills, no distrito Chagai, Baluchistão. Esta operação foi nomeada Chagai-I pelo Paquistão, o túnel de ferro-aço subterrânea tendo sido construído pelo administrador da lei marcial o general Rahimuddin Khan durante a década de 80. O último teste do Paquistão foi realizado na areia do deserto de Kharan sob o codinome Chagai-II, também no Baluchistão, no dia 30 de maio de 1998. Produção de material físsil do Paquistão ocorre em Nilore, Kahuta e Khushab/Jauharabad, onde o plutônio para armas é feito pelos cientistas. Paquistão tornou-se assim o sétimo país do mundo a desenvolver e testar com sucesso armas nucleares. Há também relatos de que a tecnologia de armas nucleares e o urânio enriquecido para armas foi transferido para o Paquistão pela China.

## História do programa de armas nucleares do Paquistão

### Política de desenvolvimento nuclear e não de armas
As relações desconfortáveis com a Índia, Afeganistão, a antiga União Soviética, e a escassez de energia explica sua política nuclear para se tornar uma potência nuclear como parte da sua estratégia de defesa. Em 8 de dezembro de 1953, a mídia do Paquistão saudou as iniciativas do átomos para a Paz dos Estados Unidos, seguido pela criação da Comissão de Energia Atômica do Paquistão, em 1956. Em 1953, o ministro das relações exteriores Sir Zafarullah Khan declarou publicamente que "o Paquistão não tem uma política para as bombas atômicas". Após o anúncio, em 11 de agosto de 1955, os Estados Unidos e o Paquistão chegaram a um acordo sobre o uso pacífico e industrial da energia nuclear, que também inclui um valor para a piscina do reator de US$ 350 000. Antes de 1971, o desenvolvimento nuclear do Paquistão foi pacífico, mas um elemento de dissuasão eficaz contra a Índia, como Benazir Bhutto manteve em 1995. Paquistão seguiu uma política armas não nucleares rigoroso desde 1956 até 1971, e as principais propostas foram feitas na década de 60 por vários oficiais e altos cientistas porém a PAEC sob seu presidente Ishrat Hussain Usmani não fez esforços para adquirir ciclo de combustível nuclear para fins de um programa de armas nucleares ativo.
Depois da guerra indo-paquistanesa de 1965, o ministro das relações exteriores (mais tarde o primeiro-ministro) Zulfikar Ali Bhutto começou de forma agressiva a defender a opção de "programas de armas nucleares", mas essas tentativas foram rejeitadas pelo ministro das finanças, Muhammad Shoaib e o presidente I.H. Usmani. Cientistas paquistaneses e engenheiros "que trabalham na AIEA tomou conhecimento do avanço do programa nuclear indiano no sentido de formar as bombas. Portanto, Em outubro de 1965, Munir Khan, diretor da Energia Nuclear e Divisão do Reator da Agência Internacional de Energia Atômica (AIEA), reuniu-se com Bhutto em caráter de urgência, em Viena, revelando os fatos sobre o programa nuclear indiano e uma instalação de produção de armas em Trombay. Nesta reunião Munir Khan concluiu: "a Índia (nuclear) seria mais prejudicial e ameaça a segurança do Paquistão, e para a sua sobrevivência, o Paquistão precisava de uma dissuasão nuclear...".
Para compreender a sensibilidade da questão, Bhutto marcou um encontro com o presidente Ayub Khan em 11 de dezembro de 1965 no Hotel Dorchester, em Londres. Munir Khan apontou ao presidente que o Paquistão deverá adquirir os meios necessários que daria ao país uma capacidade de armas nucleares, que estavam disponíveis de salvaguardas e a um custo acessível, e não havia restrições à tecnologia nuclear, que era disponível gratuitamente, e que a Índia estava avançando em implantá-lo, como Munir Khan manteve. Quando perguntado sobre a economia de tal programa, Munir Ahmad Khan estimou o custo da tecnologia nuclear na época. Porque as coisas eram mais baratas, o então os custos não eram mais de US$ 150 milhões, depois de ouvir a proposta do presidente Ayub Khan rapidamente negou a proposta e citou: "O Paquistão era pobre demais para gastar muito dinheiro. Além disso, o presidente Ayub Khan mencionou que se o Paquistão precisasse da bomba, o Paquistão poderia de alguma forma adquiri-lo na prateleira...".
Embora o Paquistão começou o desenvolvimento de armas nucleares, em 1972, o Paquistão respondeu ao teste nuclear da Índia em 1974 (ver Smiling Buddha) com uma série de propostas para evitar uma competição nuclear no sul da Ásia. Em muitas ocasiões diferentes, a Índia rejeitou a oferta.

### Desenvolvimento da energia nuclear
Programa de energia nuclear do Paquistão foi criado e começou em 1956, após a criação do PAEC. Paquistão se tornou um participante do "Átomos para a Paz" do presidente dos Estados Unidos, Eisenhower. Primeiro presidente do PAEC foi o Dr. Nazir Ahmad. Em 1961, o PAEC criou um Centro Mineral em Lahore e um Centro multidisciplinar semelhante foi criado em Daca, no então Paquistão Oriental. Com esses dois centros, o trabalho básico de pesquisa iniciado.
A primeira coisa que devia ser realizado era a busca de urânio. Isso continuou por cerca de três anos 1960-1963. Depósitos de urânio foram descobertos no distrito de Dera Ghazi Khan e a primeira concessão nacional foi dada ao PAEC. A mineração de urânio começou no mesmo ano. Dr. Abdus Salam e o Dr. Ishrat Hussain Usmani também enviaram um grande número de cientistas para obter um diploma de doutorado no campo da tecnologia nuclear e tecnologia de reator nuclear. Em dezembro de 1965, o então ministro das relações exteriores Zulfikar Ali Bhutto visitou Viena, onde conheceu o engenheiro nuclear, Munir Ahmad Khan da AIEA. Em uma reunião em Viena em dezembro, Khan Bhutto informou sobre o estado do programa nuclear indiano.
O próximo marco sob Dr. Abdus Salam foi a criação do PINSTECH - Instituto Paquistanês de Ciência e Tecnologia Nuclear, em Nilore perto de Islamabad. A principal instalação era um reator de pesquisa 5MW, encomendado em 1965 e que consiste na PARR-I, que foi atualizado para 10 MWe pela Divisão de Engenharia Nuclear sob Munir Ahmad Khan em 1990. Um segundo Reator Pesquisa Atômica, conhecido como PARR-II, era um de piscina, de água leve, 27-30 kWe, reator de treinamento que foi fundamental em 1989 sob Munir Ahmad Khan. O reator PARR-II foi construído e fornecido pelo PAEC sob salvaguardas da AIEA e a própria AIEA tinha financiado este mega projeto. O reator PARR-I, nos termos do acordo assinado pela PAEC e a ANL, fornecido pelo governo dos Estados Unidos em 1965, e os cientistas da PAEC e a ANL tinham levado a construção. O Canadá construiu a primeira usina de energia nuclear do Paquistão com o objetivo civil. O Governo Militar de Ayub Khan feito por conselheiros então da ciência ao Governo de Abdus Salam como o chefe da delegação da AIEA. Abdus Salam começaram a fazer campanha para usinas de energia nuclear comerciais, e incansavelmente defendeu a energia nuclear no Paquistão. Em 1965, os esforços de Salam finalmente valeram a pena, e uma empresa canadense assinou um acordo para fornecer o reator CANDU de 137MWe em Paradise Point, Karachi. A construção começou em 1966 como a PAEC seu empreiteiro geral e a GE Canadá forneceu materiais nucleares e assistência financeira. O diretor do projeto foi o Parvez Butt, um engenheiro nuclear, e sua construção foi concluída em 1972. Conhecido como KANUPP-I, foi inaugurado por Zulfikar Ali Bhutto, como Presidente, e iniciou suas operações em novembro de 1972. Atualmente, o governo paquistanês está planejando construir outra usina nuclear comercial de 400MWe. Sendo chamado de KANUPP-II, e a PAEC concluído os seus estudos de viabilidade em 2009. No entanto, a obra foi colocada em espera desde 2009.
O PAEC, em 1970, começou a trabalhar em uma usina em escala piloto em Dera Ghazi Khan para a concentração de minérios de urânio. A usina tem uma capacidade de 4 500 quilos por dia. Em 1989, Munir Ahmad Khan assinou um acordo de cooperação nuclear e, desde 2000, o Paquistão está desenvolvendo mais duas usinas nucleares com o acordo assinado com a China. Ambas as usinas são de capacidade de 300MW e estão sendo construídas na cidade de Chashma da província de Punjab chamado CHASNUPP-I, iniciou a produção de eletricidade em 2000, e CHASNUPP-II, iniciou sua operação em outono de 2011. Em 2011, o conselho de governadores da Agência Internacional de Energia Atômica deu a aprovação das relações sino-paquistanesa de acordo nuclear, permitindo o Paquistão legalmente a construir reatores CHASNUPP-III e CHASNUPP-VI de 300MWe.

### Desenvolvimento das armas nucleares
A Guerra Indo-Paquistanesa de 1971 levou a perda de cerca de 150 000 km2 do território do paquistanês, bem como a perda de milhões de seus cidadãos para o recém criado Estado de Bangladesh. Foi um retrocesso psicológico para os paquistaneses; o Paquistão tinha perdido a sua influência geopolítica, estratégica e econômica no Sul da Ásia. Além disso, o Paquistão não tinha conseguido reunir todo o apoio moral de seus principais aliados, os Estados Unidos e a República Popular da China. A guerra de 1971 com a Índia foi uma derrota esmagadora para o Paquistão e a China não forneceu qualquer apoio significativo para o Paquistão. Isolado internacionalmente, o Paquistão parecia estar em grande perigo mortal, e obviamente não podia confiar em ninguém além de si mesmo. Na reunião do Conselho de Segurança das Nações Unidas, o primeiro-ministro Zulfikar Ali Bhutto atraiu comparações com o Tratado de Versalhes, que a Alemanha foi forçada a assinar em 1919. Bhutto prometeu nunca permitir que isso aconteça novamente. O primeiro-ministro Zulfikar Ali Bhutto era "obcecado" com o programa nuclear da Índia, é por isso que Bhutto veio imediatamente com a ideia de obter armas nucleares para evitar que o Paquistão assinasse outro "Tratado de Versalhes", como o fez em 1971.
Em 1969, após uma longa negociação, a United Kingdom Atomic Energy Authority (UKAEA) assinou um acordo formal para fornecer ao Paquistão uma usina de reprocessamento de combustível nuclear capaz de extrair 360g de plutônio para armas anualmente. A PAEC selecionou uma equipe de cinco cientistas seniores, incluindo o Dr. geofísico Ahsan Mubarak, foram enviados para Sellafield para receber treinamento técnico. Mais tarde, a equipe sob Ahsan Mubarak aconselhou o governo a não adquirir toda a usina de reprocessamento, mas as peças-chave importantes para construir as armas, enquanto a usina seria construída pelo próprio governo.
Na reunião Multan em 20 de janeiro de 1972, Bhutto afirmou: "O que Raziuddin Siddiqui, um paquistanês, contribuiu para os Estados Unidos durante o Projeto Manhattan, também poderia ser feito por cientistas no Paquistão, por seu próprio povo". Raziuddin Siddiqui foi um físico teórico paquistanês que, no início da década de 40, trabalhou em ambos os programas nucleares britânico e dos Estados Unidos. Embora alguns paquistaneses trabalharam no Projeto Manhattan, que também estavam dispostos a voltar e fazer o mesmo pelo Paquistão, o primeiro-ministro Bhutto ainda precisava recrutar e trazer outros cientistas nucleares paquistaneses e engenheiros que nunca trabalharam nos Estados Unidos. Este é o lugar onde o Dr. Abdul Qadir Khan, um engenheiro metalúrgico, entrou em cena. Parte do financiamento inicial veio de países árabes ricos em petróleo, especialmente a Arábia Saudita.
Nos últimos anos, alguns fundos para a continuação do programa de desenvolvimento nuclear veio da grande população paquistanesa/britânica. Em dezembro de 1972, o conselheiro científico do Presidente, Dr. Abdus Salam, tinha chamado os físicos teóricos do ICTP de informar de Munir Ahmad Khan, presidente da Comissão de Energia Atômica do Paquistão. Isto marcou o início da "Grupo Teórico de Física" (TPG). Mais tarde, os físicos teóricos paquistaneses no Instituto de Física Teórica da Universidade Quaid-e-Azam também se juntou ao TPG chefiado por Salam. O TPG, que diretamente relatado para Abdus Salam no PAEC, foi designado para fazer a pesquisa no desenvolvimento de dispositivos de armas nucleares, e conduzir cálculos matemáticos sobre fenômenos hidrodinâmicos complexos e os cálculos de nêutrons rápidos. Professor Salam também tinha feito um trabalho inovador do "Grupo Teórico de Física", que foi inicialmente liderado por Salam até que em 1974, quando ele deixou o país em protesto. A divisão TPG no PAEC colaborou estreitamente e concluiu sua física e cálculos matemáticos em cálculos de nêutrons rápido com o Grupo de Matemática liderado por Raziuddin Siddiqui e outros, uma divisão que continha os matemáticos puros. Por outro lado, Munir Ahmad Khan começou a trabalhar no desenvolvimento nativo do ciclo do combustível nuclear e o programa de armas. Munir Ahmad Khan, com seu amigo ao longo da vida Abdus Salam, tinha feito um trabalho pioneiro no desenvolvimento nuclear, e depois da partida de Salam do Paquistão, os cientistas e engenheiros que estavam pesquisando sob Salam, começaram a relatar a diretamente para Munir Ahmad Khan. Em 1974, Munir Ahmad Khan, dias depois da Operação Smiling Buddha, lançou o extenso reprocessamento de plutônio e do programa de enriquecimento de urânio, e as instalações de pesquisa foram expandidas em todo o país.
Em 1965, em meio dos conflitos que levaram à Guerra Indo-Paquistanesa de 1965, Zulfikar Ali Bhutto anunciou:
| “ | Se a Índia constrói a bomba, vamos comer grama e folhas por mil anos, mesmo com fome, mas vamos conseguir um dos nossos. Os cristãos têm a bomba, os judeus têm a bomba e agora os hindus têm a bomba. Por que os muçulmanos não têm a bomba? | ” |

Em 1983, Khan foi condenado à revelia pelo Tribunal de Amsterdã por roubar os planos, embora a condenação foi anulada por um detalhe técnico jurídico. A. Q. Khan, em seguida, criou uma rede proliferação através de Dubai para contrabandear tecnologia nuclear para URENCO dos Laboratórios de Pesquisa de Khan. Ele então estabeleceu programa de centrífuga a gás do Paquistão com base em centrífugas Zippe da URENCO.
Através dos anos 70, o programa do Paquistão adquiriu o conhecimento de tecnologia de enriquecimento de urânio confidencial. A chegada do Dr. Abdul Qadir Khan em 1975 avançou consideravelmente esses esforços. Dr. Khan era um metalúrgico treinado na Alemanha que trouxe com ele o conhecimento de tecnologias de centrífugas a gás que tinha adquirido através de sua posição na usina URENCO de enriquecimento de urânio confidencias dos Países Baixos. Ele foi encarregado de construir, equipar e operar as instalações de Kahuta do Paquistão, que foi criado em 1976. Sob a direção de Khan, o Paquistão empregou uma extensa rede clandestina para a obtenção dos materiais e tecnologia necessários para a sua capacidade em desenvolvimento de enriquecimento de urânio.
A nova diretoria, conhecido como Diretoria de Desenvolvimento Técnico (DTD) sob o Dr. Zaman Sheikh e Hafeez Qureshi, foi criado em março de 1974 por Munir Ahmad Khan. O DTD foi encarregado de fabricar lentes explosivas químicas e mecanismos de gatilho, usados em armas atômicas. O DTD foi mais tarde acusado de testar o primeiro projeto de implosão do Paquistão em 1978, que mais tarde foi melhorado e testado em 11 de março de 1983, quando PAEC realizou o primeiro teste a frio bem sucedido do Paquistão de um dispositivo nuclear, codinome Kirana-I. Entre 1983 e 1990, o PAEC realizou 24 testes a frio de vários projetos de armas nucleares. DTD também tinha fabricado um design de arma miniaturizado em 1987 que poderia ser entregue por todos os aviões de caça da Força Aérea do Paquistão.
A contribuição do Dr. Ishrat Hussain Usmani ao programa de energia nuclear também foi fundamental para o desenvolvimento da energia atômica para fins civis, com os esforços liderados por Salam, criou o PINSTECH, que, posteriormente, desenvolveu-se a principal instituição de pesquisa nuclear do Paquistão. Além de enviar centenas de jovens paquistaneses para o exterior para treinamento, ele lançou as bases do primeiro reator nuclear muçulmano do mundo KANUPP, que foi inaugurado por Munir Ahmad Khan em 1972. Assim, Usmani estabeleceu os fundamentos sólidos para o programa nuclear civil. Cientistas e engenheiros sob Munir Ahmad Khan desenvolveram a capacidade nuclear para o Paquistão no início de 1980, e sob sua liderança da PAEC e tinha realizado um teste a frio de dispositivo nuclear na montanha Kirana, evidentemente feito de plutônio não para armas. O ex-presidente da PAEC, Munir Ahmad Khan, recebeu os créditos como pioneiro da bomba atômica do Paquistão por um estudo do Instituto Internacional de Estudos Estratégicos (IISS), dossiê de Londres no programa de armas nucleares do Paquistão.

### Política
Paquistão aderiu ao Protocolo de Genebra em 15 de abril de 1960. Quanto à sua capacidade de guerra biológica, o Paquistão não é suspeito de qualquer produção de armas biológicas ou ter um programa biológico ofensivo. No entanto, o país é relatado para ter instalações e laboratórios bem desenvolvidos de biotecnologia, dedicados inteiramente à pesquisa médica e ciências aplicadas da saúde. Em 1972, o Paquistão assinou e ratificou o Convenção sobre as Armas Biológicas e Tóxicas (BTWC), em 1974. Desde então, o Paquistão tem sido um defensor vocal e firme para o sucesso da BTWC. Durante as várias conferências de revisão da BTWC, representantes do Paquistão pediram uma participação mais robusta dos Estados signatários, convidou novos estados a aderir ao tratado, e, como parte do grupo de países não signatários, têm feito o caso de garantias para os direitos dos estados à participar de intercâmbios pacíficos de materiais biológicos e tóxicos para fins de pesquisa científica.
O Paquistão não é conhecido por ter um programa de armas químicas ofensiva, e em 1993 o Paquistão assinou e ratificou a Convenção sobre as Armas Químicas (CWC), e comprometeu-se a abster-se de desenvolvimento, fabricação, armazenamento, ou o uso de armas químicas.
Em 1999, os primeiros-ministros Nawaz Sharif do Paquistão e Atal Bihari Vajpayee da Índia assinaram a Declaração de Lahore, concordando com uma moratória sobre os testes nucleares bilaterais. Esta iniciativa foi tomada depois de um passado em que ambos os países testaram publicamente os dispositivos nucleares (Veja Pokhran-II, Chagai-I e II). No entanto, o Paquistão não é um signatário do Tratado de Não Proliferação (TNP) e, consequentemente, não vinculado a qualquer das suas disposições.
Desde o início de 1980, atividades de proliferação nuclear do Paquistão não tiveram controvérsias. No entanto, desde a prisão de Abdul Qadir Khan, o governo tomou medidas concretas para garantir que a proliferação nuclear não se repetisse e garantiram a AIEA sobre a transparência da próxima série de Complexo nuclear de Chashma e de Centrais Nucleares do Paquistão. Em novembro de 2006, o Conselho Superior Agência Internacional de Energia Atómica aprovou um acordo com a Comissão de Energia Atômica do Paquistão para aplicar salvaguardas para novas usinas nucleares a serem construídas no país com a ajuda chinesa.

### Proteção
Secretária de Estado dos Estados Unidos Hillary Clinton informou que o Paquistão dispersou suas armas nucleares em todo o país, aumentando a segurança para que não caíssem nas mãos de terroristas. Seus comentários vieram com as novas imagens de satélite divulgadas pelo ISIS sugeriram que o Paquistão está aumentando a sua capacidade de produzir plutônio, um combustível para bombas atômicas. O instituto também afirmou que o Paquistão tinha construído mais dois reatores nucleares em Khoshab aumentando o número de reatores de produção de plutônio para três.
Em maio de 2009, durante o aniversário do primeiro teste de nuclear do Paquistão, o ex-primeiro-ministro do Paquistão, Nawaz Sharif afirmou que a segurança nuclear do Paquistão é a mais forte do mundo. De acordo com o Dr. Abdul Qadir Khan, o programa de segurança nuclear do Paquistão é o programa mais forte do mundo e não há nenhuma hipótese de que qualquer outro país ou elementos radicais roubarem ou possuir nossas armas nucleares.

### Modernização e ampliação
O Paquistão está aumentando a sua capacidade de produzir plutônio em sua usina nuclear Khushab, uma ciência baseada em think tank relatou Washington. O sexto teste nuclear (codinome: Chagai-II) em 30 de maio de 1998, em Kharan foi um teste bem sucedido tranquilo de um sofisticado, compacto, uma "poderosa bomba de plutônio", projetada para ser transportada por aeronaves, embarcações e mísseis. Os paquistaneses se acredita ter suas armas nucleares de plutônio baseado à trítio. Apenas algumas gramas de trítio pode resultar num aumento do rendimento explosivo em 300% a 400%". Citando novas imagens de satélite da instalação, o Instituto de Ciência e Segurança Internacional (ISIS), disse que as imagens sugerem que a construção do segundo reator Khushab é "provável concluir e que as vigas do telhado estão sendo colocadas em cima do terceiro salão do reator Khushab". Um terceiro e um quarto reator e edifícios auxiliares são observados em construção no local de Khushab.
Num parecer publicado no The Hindu, o ex-ministro das relações exteriores indiano Shyam Saran escreveu que a expansão da capacidade nuclear do Paquistão "já não era impulsionada unicamente por seus medos frequentemente referidos da Índia", mas pela "paranoia sobre os ataques dos Estados Unidos sobre seus ativos estratégicos. Observando as mudanças recentes na doutrina nuclear do Paquistão, Saran disse que "os militares do Paquistão e a elite civil está convencida de que os Estados Unidos também se tornaram um adversário perigoso, que visa desativar, desarmar ou tomar a posse à força dos arsenais nucleares do Paquistão e seu status como potência nuclear".

### Propostas de controle de armas bilaterais e medidas de confiança
O Paquistão tem ao longo dos anos propostas de uma série de medidas bilaterais ou regionais de não proliferação para a Índia, incluindo:
- A declaração Indo-Paquistanesa conjunta renunciando à aquisição ou produção de armas nucleares, em 1978.
- Zona Livre de Armas Nucleares no Sul da Ásia, em 1978.[56]
- Inspeções mútuas da Índia e pelo Paquistão de cada uma das instalações nucleares, em 1979.[57]
- Adesão simultânea ao TNP pela Índia e o Paquistão, em 1979.[58]
- Um tratado nuclear bilateral ou regional proibindo testes, em 1987.[59]
- Zona Livre de Mísseis no Sul da Ásia, em 1994.[60]

A Índia rejeitou todas as seis propostas.
No entanto, a Índia e o Paquistão chegaram a três acordos bilaterais sobre questões nucleares. Em 1989, eles concordaram em não atacar as instalações nucleares de ambos os países. Desde então, eles têm trocado regularmente listas das instalações nucleares em 1 de janeiro de cada ano. Em junho de 2004, os dois países assinaram um acordo para criar e manter uma linha direta para avisar um ao outro de qualquer acidente que poderia ser confundido com um ataque nuclear. Outro acordo bilateral foi assinado em março de 2005, onde os dois países que seria alertar o outro sobre testes de mísseis balísticos. Estas foram consideradas medidas essenciais para redução dos riscos, tendo em vista o estado aparentemente interminável de desconfiança e tensão entre os dois países, e o tempo de resposta extremamente curto à sua disposição para qualquer ataque percebido. Nenhum destes acordos limita os programas de armas nucleares de qualquer país de qualquer forma.

### Política de desarmamento
Paquistão bloqueou as negociações do Tratado corte de material físsil, uma vez que continuava a produzir material físsil para armas.
Em uma declaração recente, na Conferência sobre o Desarmamento, o Paquistão definiu sua política de desarmamento nuclear e que vê como as metas e os requisitos adequados para as negociações significativas:
- O compromisso de todos os Estados para concluir o desarmamento nuclear verificável;
- Eliminar a discriminação no regime de não proliferação atual;
- Normalizar a relação dos três Estados com armas nucleares ex-TNP com aqueles que são signatários do TNP;
- Tratar novas questões como o acesso a armas de destruição em massa por agente não estatal;
- Regras de não discriminatórias, garantindo o direito de cada Estado a uso pacífico da energia nuclear;
- Universal, não discriminatória e juridicamente garantida a segurança negativas aos Estados com armas não nucleares vinculativas;
- A necessidade de tratar as questões dos mísseis, incluindo o desenvolvimento e implantação de sistemas de mísseis anti-balísticos;
- Fortalecer os instrumentos internacionais existentes para evitar a militarização do espaço exterior, incluindo o desenvolvimento de ASAT;
- Combater o crescimento das forças armadas e da acumulação e sofisticação de armas táticas convencionais.
- Revitalização do maquinário de desarmamento da ONU para enfrentar os desafios internacionais de segurança, desarmamento e proliferação.

Paquistão tem repetidamente sublinhado em fóruns internacionais como a Conferência sobre o Desarmamento que vai desistir de suas armas nucleares somente quando outros estados nucleares fazê-lo, e quando o desarmamento universal é verificável. E rejeita qualquer tipo de desarmamento unilateral da sua parte.

## Infra-estrutura

### Infra-estrutura de urânio
A infra-estrutura de urânio do Paquistão é baseado no uso de centrífugas a gás para produzir urânio altamente enriquecido (HEU) no Laboratório de Pesquisa Khan (KRL) em Kahuta. Respondendo ao teste nuclear da Índia em 1974, Munir Khan lançou o programa de urânio, codinome Projeto-706, sob a égide da PAEC. A divisão de urânio da PAEC realizou uma pesquisa sobre vários métodos de enriquecimento, incluindo a difusão gasosa, bocal propulsor e técnicas de enriquecimento a laser, bem como centrífugas. Abdul Qadir Khan juntou-se oficialmente a este programa em 1976, trazendo com ele projetos de centrífugas que ele dominou na URENCO, a empresa neerlandesa, onde ele havia trabalhado como cientista sênior. Mais tarde, o governo separou o programa a partir da PAEC e mudou-se o programa para os Laboratórios de Pesquisa de Engenharia (ERL), com Abdul Qadir Khan como cientista sênior. Para adquirir o equipamento e o material necessário para este programa, Khan desenvolveu uma rede de aquisição ilegal, que foi usado mais tarde para fornecer tecnologia de enriquecimento para a Líbia, Coreia do Norte e Irã. O programa de urânio provou ser uma abordagem difícil, desafiador e mais duradouro. Comentando sobre a dificuldade, um matemático que trabalhou com Abdul Qadir Khan citado no livro "Eating grass", que o "problema hidrodinâmico na centrífuga foi simplesmente, mas extremamente difícil de avaliar, não apenas em ordem de magnitude, mas também no detalhamento". Muitos dos colegas teóricos de Khan não tinham certeza sobre a viabilidade do urânio enriquecido na hora apesar do Abdul Qadir Khan ser forte na defesa. Um cientista lembrou suas memórias no livro Eating grass: "Ninguém no mundo tem usado o método da centrífuga [a gás] para produzir urânio para armas... Isso não estava indo bem no trabalho. Ele [Abdul Qadir Khan] foi simplesmente perda de tempo". Apesar do Abdul Qadir Khan tiver dificuldades em obter de seus companheiros a ouvi-lo, Khan continuou agressivamente sua pesquisa e que o programa foi viabilizado pelo Paquistão no menor tempo possível. Seus esforços lhe renderam elogios de políticos e da elite do país e os círculos de ciência militar, e ele estava agora estrelando como o "pai da bomba de urânio". Em 28 de maio de 1998, o urânio altamente enriquecido do KRL finalmente criou a reação nuclear em cadeia que levou o sucesso na detonação dos dispositivos de fissão impulsionados em um experimento científico codinome como: Chagai-I.

### Infra-estrutura de plutônio
Ao contrário do urânio, o programa de plutônio paralelo é nativo, desenvolvido localmente e culminando sob a direção científica do presidente Munir Ahmad Khan da PAEC. Desde 1972, os esforços anteriores foram direcionados para plutônio e a infra-estrutura necessária foi construída por Bhutto já nos anos 70. Ao contrário da percepção popular, o Paquistão não vai renunciar ou abandonar o programa de plutônio e seguir a rota de urânio. Apesar de muitos contratempos e embargos internacionais, a PAEC continuou sua pesquisa sobre plutônio e criou um programa separado de isótopos electromagnéticos de separação juntamente com o programa de enriquecimento, sob o Dr. G.D. Alam, um físico teórico.
No final da década de 70, a PAEC começou a ter as capacidades de produção de plutônio. Consequentemente o Paquistão construiu o Reator (40-50 MW) do Complexo de Khushab em Jauharabad, e em abril de 1998, o Paquistão anunciou que o reator nuclear estava operacional. O projeto do reator Khushab foi iniciado em 1986 por Munir Khan, que informou ao mundo que o reator era totalmente nativo, ou seja, foi projetado e construído por cientistas e engenheiros paquistaneses. Várias indústrias paquistanesas contribuíram em 82% na construção do reator. O diretor do projeto foi o Sultan Bashiruddin Mahmood. De acordo com declarações públicas feitas pelos oficiais do governo dos Estados Unidos, este reator de água pesada pode produzir até 8 a 10 kg de plutônio por ano, com aumento na produção pelo desenvolvimento de instalações mais recentes, suficiente para pelo menos uma arma nuclear. O reator também poderia produzir H3 se fosse carregado com Li6, embora isso seja desnecessário, para efeitos de armas nucleares, porque os projetos modernos de armas nucleares usam 6Li diretamente. De acordo com J. Cirincione do Fundo Carnegie para a Paz Internacional, a capacidade de produção de plutônio de Khushab permitiu ao Paquistão desenvolver ogivas nucleares mais leves que seria mais fácil para entregar a qualquer lugar no alcance dos mísseis balísticos.
A separação eletromagnética de plutônio ocorre no novo laboratório, uma usina de reprocessamento, que foi concluída em 1981 pela PAEC e fica ao lado do Instituto Paquistanês de Ciência e Tecnologia Nuclear (PINSTECH), perto de Islamabad, que não está sujeita a inspeções e salvaguardas da AIEA.
No final de 2006, o Instituto de Ciência e Segurança Internacional divulgou relatórios de inteligência e de imagens que mostram a construção de um novo reator de plutônio em Khushab. O reator é considerado grande o suficiente para produzir plutônio suficiente para fabricar e criar "40 a 50 armas nucleares por ano". O New York Times publicou a história com a percepção de que este seria o terceiro reator de plutônio do Paquistão, sinalizando uma mudança para o desenvolvimento de dois fluxos, com dispositivos baseados em plutônio e complementando o fluxo com urânio altamente enriquecido existente no país para ogivas atômicas. Em 30 de maio de 1998, o Paquistão demonstrou a sua capacidade de plutônio em um experimento científico e o sexto teste nuclear: codinome Chagai-II.

### Estoque
As estimativas de estoque de ogivas nucleares do Paquistão variam. A análise mais recente, publicado no Bulletin of the Atomic Scientists, em 2010, estima que o Paquistão tem 70-90 ogivas nucleares. Em 2001, o Natural Resources Defense Council (NRDC) estimou que o Paquistão tinha construído 24-48 ogivas nucleares baseados em urânio altamente enriquecido, e tem reservas de urânio altamente enriquecido para mais 30-52 ogivas adicionais. Em 2003, o Centro da Marinha para Conflitos Atuais dos Estados Unidos estima que o Paquistão possuí entre 35 a 95 ogivas nucleares, com uma média de 60. Em 2003, o Fundo Carnegie para a Paz Internacional estima um estoque de cerca de 50 armas. Por outro lado, em 2000, fontes militares da inteligência dos Estados Unidos estimou o arsenal nuclear do Paquistão pode ser tão grande como 100 ogivas.
O tamanho real do arsenal nuclear do Paquistão é difícil para especialistas avaliarem, devido ao extremo segredo que rodeia o programa no Paquistão. No entanto, em 2007, Brigadeiro-General do Exército paquistanês Feroz Khan se aposentou, anteriormente era o segundo em comando da Divisão de Armas Estratégicas do Paquistão disse a um jornal paquistanês que o Paquistão tinha "cerca de 80 a 120 ogivas genuínas".
O Paquistão testou a capacidade de plutônio no sexto teste nuclear, codinome Chagai-II, em 30 de maio de 1998 na Deserto de Kharan.
A massa crítica de uma esfera maciça de 90% enriquecido de urânio-235 é 52 kg. Do mesmo modo, a massa crítica de uma esfera maciça nua de plutônio-239 é de 8–10 kg. A bomba que destruiu Hiroshima utilizou 60 kg de U-235, enquanto a bomba de Nagasaki usou apenas 6 kg de Pu-239. Como todos os projetos de bombas paquistanesas são armas do tipo implosão, que normalmente vai usar entre 15–25 kg de U-235 para seus núcleos. Reduzindo a quantidade de U-235 nos núcleos a partir de 60 kg nos dispositivos do tipo de injetor para 25 kg, os dispositivos de implosão são apenas possível usando um bom refletor de neutrões/material adulterado, tal como metal berílio, o que aumenta o peso da bomba. E o urânio, como o plutônio, só é utilizável no núcleo de uma bomba em forma metálica.
No entanto, apenas 2–4 kg de plutônio é necessário para o mesmo dispositivo que seria necessário 20–25 kg de U-235. Além disso, alguns gramas de trítio (um subproduto de reatores de produção de plutônio e de combustível termonuclear) pode aumentar o rendimento total das bombas em um fator de 3-4 vezes maior. "O sexto teste nuclear do Paquistão, codinome Chagai-II, (30 de maio 1998) no Deserto de Kharan foi um teste bem-sucedido de uma bomba sofisticada, compacta, e poderosa projetada para ser transportada por mísseis. A alcance pode variar em armas de Pu-239 que pode ser facilmente construído, tanto para a entrega de aeronaves e, especialmente, para mísseis (em que o U-235 não pode ser utilizado). Então, se o Paquistão quer ser uma potência nuclear com uma capacidade de arma operacional, tanto o primeiro e o segundo ataque, com base em plataformas de ataque assegurados por mísseis balísticos e de cruzeiro (ao contrário de aeronaves), a única solução é com plutônio, que tem sido a primeira escolha de cada país que construiu um arsenal nuclear.
Quanto à capacidade de plutônio do Paquistão, que sempre esteve presente, desde o início da década de 70 em diante. No entanto, havia apenas dois problemas logísticos enfrentados pelo PAEC. Uma delas foi que o Paquistão não queira ser um Estado irresponsável e o PAEC não queria desviar o combustível irradiado do salvaguardado KANUPP para o reprocessamento no novo laboratório. Isso foi o suficiente para construir um arsenal de armas nucleares imediatamente. A PAEC construiu seu próprio reator de produção de plutônio e trítio em Khushab, conhecido como reator Khushab-I, a partir de 1985.
Ultra-centrifugação para obter U-235 não pode ser feito simplesmente pela colocação de urânio natural através das centrífugas. Exige o domínio completo sobre a extremidade dianteira do ciclo do combustível nuclear, a partir das minas de urânio e do refino, a produção de minério de urânio ou yellow cake, a conversão do minério em dióxido de urânio (UO2) (que é usado para fazer combustível nuclear para reatores de urânio natural como Khushab e KANUPP), a conversão de UO2 em tetrafluoreto de urânio (UF4) e depois para a matéria-prima para o enriquecimento (UF6).
É necessário o domínio completo de química de flúor e a produção de ácido fluorídrico altamente tóxico e corrosivo e outros compostos de flúor. O UF6 é bombeado para as centrífugas de enriquecimento de urânio. O processo é então repetido em sentido inverso até que o UF4 é produzido, o que leva à produção de metal de urânio, a forma em que o U-235 é utilizado numa bomba.
Estima-se que existam cerca de 10 000 a 20 000 centrífugas em Kahuta. Isto significa que com máquinas P2, eles estariam produzindo entre 75–100 kg de urânio altamente enriquecido desde 1986, quando a produção total de urânio altamente enriquecido para armas começou. Também a produção de urânio altamente enriquecido foi voluntariamente coberta pelo Paquistão entre 1991 e 1997, e os cinco testes nucleares de 28 de maio de 1998, também utilizaram urânio altamente enriquecido. Por isso, é seguro afirmar que entre 1986 e 2005 (antes do terremoto de 2005), KRL produziu 1 500 kg de urânio altamente enriquecido. A contabilização de perdas na produção de armas, pode-se supor que cada arma seria necessário 20 kg de urânio altamente enriquecido; suficiente para 75 bombas como em 2005.
Primeiros testes nucleares do Paquistão foram feitos em maio de 1998, quando 6 ogivas foram testadas sob o codinome Chagai-I e Chagai-II. É relatado que os rendimentos destes testes foram de 12 kt, 30 a 36 kt e o quatro teste foi de baixo rendimento (abaixo de 1 kt). A partir destes testes o Paquistão pode ser calculado para ter desenvolvido ogivas operacionais de 20 kt a 25 e 150 kt na forma de baixo peso e design compacto que podem ter 300-500 kt em ogivas de grande porte. As armas de baixo rendimento são provavelmente as bombas nucleares realizadas em caças-bombardeiros, como o Dassault Mirage III e é equipado para curto alcance de mísseis balísticos do Paquistão, enquanto as ogivas de maior rendimento são provavelmente montados na série Shaheen e a série Ghauri de mísseis balísticos.

### Capacidade de segundo ataque
De acordo com um relatório do Congresso dos Estados Unidos, o Paquistão tem abordado as questões de sobrevivência em um possível conflito nuclear através de uma capacidade de segundo ataque. O Paquistão tem lidado com os esforços para desenvolver novas armas e, ao mesmo tempo, ter uma estratégia para sobreviver a uma guerra nuclear. O Paquistão construiu duramente e profundamente enterrado instalações de armazenamento e de lançamento para manter uma capacidade segundo ataque em uma guerra nuclear. Em janeiro de 2000, dois anos após os testes atômicos, os oficiais da inteligência dos Estados Unidos afirmaram que as estimativas anteriores da inteligência "exageraram as capacidades do arsenal caseiro da Índia e subestimaram os do Paquistão". O comandante do Comando Central dos Estados Unidos, general Anthony Zinni, um amigo de Musharraf, disse à NBC que as hipóteses de longa data, que "a Índia tiveram uma vantagem no equilíbrio estratégico do poder no sul da Ásia, eram no mínimo questionáveis. Não suponha que a capacidade nuclear do Paquistão é inferior aos indianos", General Zinni citou a NBC.
Foi confirmado que o Paquistão tem construído mísseis no estilo soviético de reentrada-móvel, as defesas aéreas de tecnologia de ponta em torno de locais estratégicos, e outras medidas de ocultação. Em 1998, o Paquistão havia "pelo menos seis locais secretos" e, desde então, acredita-se que o Paquistão pode ter muitos mais desses locais secretos. Em 2008, os Estados Unidos admitiram que não sabiam onde todos os locais nucleares do Paquistão estão localizados. Autoridades de defesa do Paquistão continuaram a repelir e desviar os pedidos americanos para obter mais detalhes sobre a localização e a segurança das instalações nucleares do país.

### Capacidade MIRV
Engenheiros paquistaneses também são considerados estar avançados no desenvolvimento de tecnologia MIRV para seus mísseis. Isso permitiria que os militares colocarem várias ogivas no mesmo míssil balístico e, em seguida, lançá-los em alvos separados.

### Pessoal
Em 2010, o Ministério das Relações Exteriores russo oficial Yuriy Korolev declarou que há entre 120 000 a 130 000 pessoas diretamente envolvidas nos programas nucleares e de mísseis do Paquistão, um número considerado muito grande para um país em desenvolvimento.

### Assistência estrangeira
Historicamente, a República Popular da China tem sido repetidamente acusada de supostamente transferir mísseis e materiais relacionados ao Paquistão. Apesar da China desviar fortemente das acusações, os Estados Unidos alegaram a China ter desempenhado um papel importante no estabelecimento da infraestrutura de desenvolvimento da bomba atômica do Paquistão. A China sempre defendeu que não vendeu todas as peças ou componentes de armas para o Paquistão ou para qualquer outra pessoa. Em agosto de 2001, foi relatado que os oficiais dos Estados Unidos confrontaram a China diversas vezes esta questão e apontou "em vez bruscamente" para as autoridades chinesas as evidências a partir das fontes da inteligência era "forte". Mas a proposta foi recusada pelos chineses, que responderam, referindo-se ao apoio dos Estados Unidos para reforço militar de Taiwan, que Pequim diz que é dirigida contra ela.
Os ex-oficiais dos Estados Unidos também divulgaram que a China tinha alegadamente transferido tecnologia para o Paquistão na realização de um suposto teste para isso em 1980. No entanto, os cientistas seniores e oficiais rejeitaram fortemente a divulgação dos Estados Unidos, e, em 1998, em uma entrevista concedida ao Kamran Khan, Abdul Qadir Khan manteve-se ao fato de que, "devido à sua sensibilidade, nenhum país permite que outro país de usar seu local de testes para explodir os dispositivos, "embora o Reino Unido realizou tais testes na Austrália e nos Estados Unidos. Sua declaração também foi traçada por Samar Mubarakmand que reconheceu que os testes a frio foram realizadas, sob codinome Kirana-I, em um local de teste que foi construído pelo Corpo de Engenheiros, sob a orientação da PAEC. De acordo com um relatório do Departamento de Defesa em 2001, a China forneceu ao Paquistão materiais nucleares e tem prestado assistência técnica fundamental na construção de instalações de desenvolvimento de armas nucleares do Paquistão, em violação do Tratado de Não Proliferação Nuclear, do qual a China é signatária. Em uma visita à Índia em 2001, o presidente do Comité Permanente do Congresso Nacional do Povo Li Peng rejeitou todas as acusações contra a China e a mídia indiana e fortemente manteve pelo fato de "seu país não estava dando quaisquer armas nucleares para o Paquistão nem transferindo tecnologia relacionado-a para isso". Falando com correspondentes da mídia e parlamentares indianos, Li Peng, francamente citou: "Nós não ajudamos o Paquistão em seus projetos de bombas atômicas. O Paquistão é um país amigo com quem temos boas relações econômicas e políticas".
Em 1986, foi relatado que os dois países assinaram um tratado mútuo de uso pacífico da tecnologia nuclear civil acordo em que a China iria fornecer ao Paquistão uma usina de energia nuclear de uso civil. Uma grande cerimônia foi realizada em Pequim, onde o então ministro das Relações Exteriores Yakub Khan assinou em nome do Paquistão na presença de Munir Khan e o primeiro-ministro chinês. Portanto, em 1989, o Paquistão chegou a um acordo com a China para o fornecimento de uma usina nuclear CHASHNUPP-1 de 300MW comercial.
Em fevereiro de 1990, o presidente François Mitterrand da França visitou o Paquistão e anunciou que a França concordou em fornecer uma usina de energia nuclear comercial de 900 MWe para o Paquistão. No entanto, após o primeiro-ministro Benazir Bhutto ser demitido em agosto de 1990, o acordo da usina nuclear francesa entrou na geladeira e o acordo não poderia mais ser implementado devido as restrições financeiras e a indiferença do governo paquistanês. Também em fevereiro de 1990, o embaixador soviético no Paquistão, V.P. Yakunin, e disse que a União Soviética estava considerando um pedido do Paquistão para o fornecimento de uma usina de energia nuclear. A usina nuclear soviética e francesa de uso civil estavam a caminho durante a década de 90. No entanto, Bob Oakley, o embaixador dos Estados Unidos no Paquistão, expressou desagrado com os Estados Unidos no recente acordo feito entre França e o Paquistão para a venda de uma usina de energia nuclear. Depois que os Estados Unidos falaram a respeito aos acordos de tecnologia nuclear civil, foram canceladas pela França e União Soviética.
Documentos desclassificados, de 1982, publicados em 2012 sob a Lei de Liberdade de Informação dos Estados Unidos, disse que a inteligência dos Estados Unidos detectou suspeitas de que o Paquistão estava buscando aquisições da Bélgica, Finlândia, Japão, Suécia e Turquia.
De acordo com relatórios mais recentes, a Coreia do Norte alegou que tinha secretamente fornecido ao Paquistão a tecnologia de mísseis balísticos em troca de tecnologia de armas nucleares. Alguns mísseis são de origem interna desenvolvida pelo Paquistão suspeita de ser a engenharia reversa de mísseis Nodong da Coreia do Norte.
Em novembro de 2013, uma variedade de fontes disse à BBC Newsnight que a Arábia Saudita investiram nos projetos paquistaneses de armas nucleares e fato acredita que poderiam obter bombas nucleares à vontade do Paquistão. No início do ano, um sênior responsável pelas decisões da OTAN disse a Mark Urban, editor diplomático e de defesa sênior, que tinha visto a inteligência relatando armas nucleares fabricadas no Paquistão em nome da Arábia Saudita e estão agora prontas para entrega. Em outubro de 2013, Amos Yadlin, ex-chefe da inteligência militar israelense, em uma conferência na Suécia disse que se o Irã tem a bomba, "os sauditas não vão esperar um mês. Eles já pagaram a bomba, eles vão para o Paquistão e trazer o que eles precisam trazer". Gary Samore, até março de 2013 foi assessor de contra-proliferação do presidente Barack Obama, disse à BBC Newsnight: "Eu acho que os sauditas acreditam que eles têm algum entendimento com o Paquistão isso, em caso extremo, eles têm o direito de adquirir armas nucleares do Paquistão".

### Doutrina
Paquistão se recusa a adotar uma doutrina de "não primeiro uso", indicando que iria atacar a Índia com armas nucleares, mesmo que a Índia não usar tais armas primeiro. A postura nuclear assimétrica do Paquistão tem influência significativa sobre a capacidade de decisão da Índia de retaliar, como mostra a crise de 2001 e 2008, quando entidades não estatais realizaram ataques mortais em solo indiano, apenas para ser atendidas com uma resposta relativamente moderada da Índia. O porta-voz militar afirmou que "a ameaça de primeiro uso nuclear do Paquistão dissuadido contra a Índia poderia considerar seriamente ataques militares convencionais". A Índia é vizinha do Paquistão primária geográfica e estratégica concorrente principal, ajudando capacidade de guerra convencional rígido do Paquistão e o desenvolvimento de armas nucleares: Os dois países compartilham de uma fronteira de 2 900 km e sofreram uma violenta história de quatro guerras em menos de sete décadas. As últimas três décadas vimos a economia da Índia eclipsar a do Paquistão, e permitindo que antigamente ultrapassasse os gastos de defesa do Paquistão em uma diminuição da percentagem do PIB. Em comparação com a população, a Índia é mais poderosa do que o Paquistão por quase todas as métricas de poder militar, econômico e político, e a diferença continua a crescer", disse o Centro de Ciência e Assuntos Internacionais de Belfer.

### Teoria da dissuasão
A "teoria da dissuasão" tem frequentemente sendo interpretada pelos diversos efeitos do governo do Paquistão. Embora a teoria da dissuasão nuclear foi adotada oficialmente em 1998, como parte da tese de defesa do Paquistão, por outro lado, a teoria já tinha sido interpretada pelo governo, uma vez em 1972. A relativa fraqueza na guerra de defesa está em destaque na postura nuclear do Paquistão, que o Paquistão considera o seu impedimento primário de ofensivas convencionais indianas ou ataque nuclear. Teórico Nuclear Brigadeiro-General Feroz Hassan Khan acrescenta: "A situação do Paquistão é semelhante a posição da OTAN na Guerra Fria. Há lacunas geográficas e corredores semelhantes às que existiam na Europa ... que são vulneráveis à exploração por forças indianas mecanizadas ... Com a sua relativamente menor força convencional, e com falta de meios técnicos adequados, especialmente em alerta precoce e vigilância, o Paquistão conta com uma política de defesa nuclear mais pró-ativa".
Cientista político indiano Vipin Narang, no entanto, argumenta que a postura escalada assimétrica do Paquistão, ou o rápido primeiro uso de armas nucleares contra ataques convencionais para impedir a sua eclosão, aumenta a instabilidade no sul da Ásia. Narang apoia seus argumentos, observando-se ao fato de que, uma vez assegurada a postura nuclear de retaliação da Índia não impediu essas provocações, a postura nuclear passiva do Paquistão neutralizou opções convencionais da Índia, por agora; retaliação limitada seria militarmente inútil, e à retaliação convencional mais significativa é simplesmente fora da tabela".
Os estrategistas das Forças Armadas do Paquistão abriram mão dos ativos nucleares e um grau de autoridade de código para lançamento nuclear para oficiais de nível mais baixo para garantir usabilidade da arma em um cenário de "névoa da guerra", tornando credível a sua doutrina de dissuasão. Em mais perspectiva militar, a Força Aérea do Paquistão (PAF), tem retrospectivamente alegado que "a teoria da defesa não é viável para entrar em uma "corrida nuclear", mas a seguir uma política de "coexistência pacífica" na região, é não pode ficar alheia aos acontecimentos no sul da Ásia". Os oficiais do governo do Paquistão e estrategistas têm enfatizado consistentemente que a dissuasão nuclear se destina, mantendo um equilíbrio para salvaguardar a sua soberania e garantir a paz na região.
Motivo do Paquistão para a prossecução de um programa de desenvolvimento de armas nucleares nunca é permitir outra invasão do Paquistão. Presidente Muhammad Zia-ul-Haq teria dito ao primeiro-ministro indiano Rajiv Gandhi em 1987 que: "Se as suas forças cruzarem nossas fronteiras por uma polegada, nós estamos indo para aniquilar suas cidades".
Paquistão não assinou o Tratado de Não Proliferação Nuclear (TNP), ou o Tratado de Proibição de Testes (CTBT). De acordo com o relatório do Departamento de Defesa dos Estados Unidos já referido, "O Paquistão continua firme em sua recusa em assinar o TNP, afirmando que iria fazê-lo apenas depois da Índia ingressar no Tratado. Paquistão respondeu ao relatório afirmando que os próprios Estados Unidos não ratificaram o CTBT. Consequentemente, nem todas as instalações nucleares do Paquistão estão sob salvaguardas da AIEA. Autoridades paquistanesas afirmaram que a assinatura do CTBT é no melhor interesse do Paquistão, mas que o Paquistão vai fazê-lo somente após o desenvolvimento de um consenso nacional sobre a questão, e desmentiu qualquer ligação com a decisão da Índia".
O Serviço de Pesquisa do Congresso, em um relatório publicado em 23 de julho de 2012, disse que, além de expandir o seu arsenal nuclear, o Paquistão poderia ampliar as circunstâncias em que estaria disposto em usar as armas nucleares.

### Comando Nuclear e Controle
A organização institucional do governo autorizado a tomar decisões críticas sobre a postura nuclear do Paquistão é a NCA. A NCA tem origem desde a década de 70 e foi constitucionalmente criado em fevereiro de 2000. A NCA é composta por dois comitês cívico-militar que aconselha e controla tanto o primeiro-ministro e o presidente do Paquistão, sobre o desenvolvimento e implantação de armas nucleares; ele também é responsável pelo comando e controle em tempos de guerra. Em 2001, o Paquistão consolidou ainda mais a sua infraestrutura de armas nucleares, colocando os Laboratórios de Pesquisa Khan e a Comissão de Energia Atômica do Paquistão sob o controle de um Complexo de Defesa Nuclear. Em novembro de 2009, o presidente do Paquistão, Asif Ali Zardari anunciou que ele seria substituído pelo Primeiro-Ministro Yousuf Raza Gillani, como o presidente da NCA. A NCA consiste da Comissão de Controle de Emprego (ECC) e da Comissão de Controle de Desenvolvimento (DCC), agora presidido pelo Primeiro-Ministro. O Ministro das Relações Exteriores e o Ministro da Econômica serviram como um vice-presidentes do ECC, órgão que define a estratégia nuclear, incluindo a implantação e emprego das forças estratégicas, e aconselharia o Primeiro-Ministro sobre o uso nuclear. A comissão inclui ministros seniores, bem como os respectivos chefes militares de pessoal. As avaliações apresentadas do ECC sobre as percepções de ameaças estratégicas, monitora o progresso do desenvolvimento de armas, e decide sobre as respostas às ameaças emergentes. Além disso estabelece diretrizes para práticas de comando e controle eficazes para prevenir o uso acidental ou não autorizado de armas nucleares.
O presidente da Comissão de Comando do Estado e Equipe e o vice-presidente da Comissão de Controle de Desenvolvimento (DCC), órgão responsável pelo desenvolvimento da armas e de supervisão que inclui militares da nação e cientistas, mas não a sua política ou liderança. Através do DCC, os cientistas civis seniores mantém um controle rigoroso das pesquisas científica e ética; o DCC exerce controle técnico, financeiro e administrativo sobre de todas as organizações estratégicas, incluindo laboratórios nacionais e organizações de pesquisa científica e de desenvolvimento associados com o desenvolvimento e a modernização das armas nucleares e seus sistemas de entrega. O funcionamento através do SPD, o DCC supervisiona o progresso sistemático dos sistemas de armas para cumprir os objetivos de força definidos pela comissão.
De acordo com a Autoridade de Comando Nuclear, seu secretariado, Divisão de Planos Estratégicos (SPD), é responsável pela proteção física e para garantir a segurança de todos os aspectos dos arsenais nucleares do país. As funções SPD sob a Comissão de Comando do Estado e Equipe na Sede Conjunta de Equipe (JS HQ) e se reporta diretamente ao Primeiro-Ministro. O planejamento abrangente a força nuclear e está integrado com o planejamento de guerra convencional no Conselho de Segurança Nacional (NSC). De acordo com os oficiais dos círculos militares e científicos do Paquistão, é o alto nível da comissão cívico-militar que consiste os ministros, o presidente, o primeiro-ministro e os quatro chefes de serviços, os quais que se reserva o direito de ordenar a implantação e o uso operacional das armas nucleares. As decisões políticas finais da execução dos arsenais nucleares, uso operacional e político de armas nucleares são feitos durante as sessões da Comissão de Defesa do Gabinete, que é presidido pelo Primeiro-Ministro. E este Conselho DCC onde os políticos, discussões e os arsenais nucleares posicionamento operacional finais são aprovados pelo Primeiro-Ministro. O DCC reafirmou suas políticas sobre o desenvolvimento da energia nuclear e arsenais através da mídia do país.

### Assistência de segurança dos Estados Unidos
Desde o final de 2001, os Estados Unidos forneceram ajuda material para ajudar o Paquistão na proteção os seus materiais nucleares, ogivas e laboratórios. O custo do programa foi de quase US$ 100 milhões. Especificamente os Estados Unidos forneceram helicópteros, óculos de visão noturna e equipamentos de detecção nuclear.
Em 2000, um "Comissão de Ligação" de cientistas americanos e paquistaneses se reuniram para ajudar o Paquistão a criar códigos de comando e controle seguros para o seu arsenal nuclear, o que poderia impedir que usuários não autorizados, incluindo possíveis membros das forças armadas do Paquistão, de acessar armas ou instalações sem as senhas. O programa está enterrado nos trechos secretos do orçamento federal e projetado por oficiais dos Departamentos de Energia e Estado. Seus elementos incluem tecnologias de segurança de física moderna. Os Estados Unidos mobiliados de monitoramento dos sistemas de vigilância eletrônica, detectores de intrusão e sistemas de identificação para as instalações nucleares paquistanesas; helicópteros, óculos de visão noturna e tecnologia de detecção nuclear; e reforços de segurança física, tais como cercas ao redor das instalações nucleares. Os Estados Unidos forneceram ao Paquistão Permissive Action Link (PAL), fechaduras de segurança de combinação especializados em armas nucleares que impedem detonações não autorizadas por terroristas ou dirigentes desonestos.
Os Estados Unidos também forneceram um modelo para um Programa de Confiança Pessoal, uma série contínua de testes de aptidão psicológica e emocional desenvolvido para diagnosticar nos cientistas nucleares e monitorar a sua confiabilidade, estabilidade mental, e lealdade. Os Estados Unidos também treinaram funcionários do Paquistão sobre os sistemas de comando e controle desenvolvidos pela "Comissão de Ligação", os Estados Unidos, prevê o financiamento para a construção de um centro de treinamento de segurança nuclear no Paquistão.
Finalmente, consultas políticas de alto nível. O ex-vice-secretário de Estado Richard Armitage pressionou o presidente paquistanês, Pervez Musharraf a demitir funcionários da inteligência com suspeita de laços com o Taliban e reimplementar ogivas para locais mais seguros. E o "Programa de Desenvolvimento Estratégico Celular" reuniu-se a cada dois a três meses para rever a segurança do arsenal do Paquistão a partir de fevereiro de 2004. Isto provavelmente se refere à Comissão de Ligação; participantes supostamente incluem o general Khalid Kidwai, o líder militar paquistanês responsável pelo arsenal, e os representantes do Conselho de Segurança Nacional, a Administração Nacional de Segurança Nuclear, o Laboratório Nacional Sandia, o Gabinete do Secretário de Defesa e a CIA.
Durante este período, o Paquistão também começou a desenvolver um regime regulatório de controle de exportação moderno, com a ajuda dos Estados Unidos. Complementa o Programa Administração Nacional de Segurança Nuclear dos Estados Unidos no mega porto no Porto Qasim, Carachi, que implantou monitores monitoramento de imagens e equipamentos de radiação em uma estação central de alarme paquistanês.
Paquistão rejeitou a oferta do Permissive Action Link (PAL), um programa sofisticado de "liberação de arma" que inicia o uso através das verificações e equilíbrios, possivelmente porque temiam a colocação em segredo de "chaves inoperantes". Mas o Paquistão acredita-se ter desenvolvido e implementado sua própria versão do PAL e oficiais militares dos Estados Unidos afirmam que acreditam que os arsenais nucleares do Paquistão estão bem protegidos.

#### Preocupações de segurança dos Estados Unidos
Desde 2004, o governo dos Estados Unidos tem declaradamente estar preocupado com a segurança das instalações nucleares paquistanesas e de armas. Relatos da imprensa sugerem que os Estados Unidos têm planos de contingência para enviar forças especiais para ajudar a "proteger o arsenal nuclear do Paquistão". Lisa Curtis, do Heritage Foundation dando testemunho perante a Subcomissão da Casa de Relações Exteriores sobre Terrorismo, Não Proliferação e Comércio dos Estados Unidos concluiu que "prevenir as armas e tecnologia nuclear do Paquistão caiam nas mãos de terroristas deve ser uma prioridade para os Estados Unidos". No entanto o governo do Paquistão tem ridicularizado alegações de que as armas não são seguras.
Um relatório publicado pelo The Times no início de 2010 afirma que os Estados Unidos estão treinando uma unidade de elite para recuperar as armas nucleares paquistanesas ou materiais caso venham a ser tomados por militantes, possivelmente a partir da organização de segurança nuclear paquistanês. Isso foi feito no contexto do crescente antiamericanismo nas Forças Armadas do Paquistão, múltiplos ataques as instalações importantes ao longo dos últimos 2 anos e crescentes tensões. Segundo o ex-oficial de inteligência dos Estados Unidos Rolf Mowatt-Larssen, as preocupações dos Estados Unidos são justificadas porque militantes atacaram várias instalações e bases militares paquistaneses desde 2007. Segundo este relatório, os Estados Unidos não sabem a localização de todas as instalações nucleares paquistaneses e foi negado o acesso à maioria delas. No entanto, durante uma visita ao Paquistão em janeiro de 2010, o Secretário de Defesa dos Estados Unidos, Robert Gates, negou que os Estados Unidos tinham planos para dominar as armas nucleares do Paquistão.
Um estudo realizado pelo Centro Belfer de Ciência e Assuntos Internacionais da Universidade de Harvard intitulado "Protegendo a bomba de 2010", revelou que o arsenal do Paquistão "enfrenta uma ameaça maior de extremistas islâmicos que buscam armas nucleares do que qualquer outro arsenal nuclear na terra".
De acordo com Rolf Mowatt-Larssen, um ex-investigador da CIA e o Departamento de Energia dos Estados Unidos, há "uma maior possibilidade de um colapso nuclear no Paquistão do que em qualquer outro lugar do mundo. A região tem mais extremistas violentos do que qualquer outro, o país é instável, e seu arsenal de armas nucleares está em expansão".
Especialista em armas nucleares David Albright autor de "Peddling Peril" também expressou preocupações de que a reserva do Paquistão pode não ser segura, apesar das garantias do Paquistão e do governo dos Estados Unidos. Ele declarou que o Paquistão "teve muitos vazamentos no seu programa de informações classificadas e equipamentos nucleares importantes, e por isso tem que se preocupar que pudesse ser adquirido no Paquistão".
Um estudo de 2010 pelo Serviço de Pesquisa do Congresso intitulado "Armas nucleares do Paquistão: Proliferação e Segurança" observou que, embora o Paquistão tenha tomado várias medidas para melhorar a segurança nuclear nos últimos anos a instabilidade no Paquistão tem chamado a extensão e durabilidade destas reformas em questão.
Em abril de 2011, o vice-diretor geral da AIEA Denis Flory declarou que o programa nuclear do Paquistão é seguro. De acordo com a AIEA, o Paquistão está contribuindo com mais de US$ 1,16 milhões para o Fundo de Segurança Nuclear da AIEA, tornando o Paquistão como 10º maior contribuinte.
Em resposta a um artigo de novembro de 2011, do The Atlantic Monthly escrito por Jeffrey Goldberg ressaltando preocupações sobre a segurança do programa de armas nucleares do Paquistão, o Governo paquistanês anunciou que iria treinar um adicional de 8 000 pessoas para proteger o arsenal nuclear do país. Ao mesmo tempo, o Governo paquistanês também denunciou o artigo. O treinamento estará concluído em 2013.
O Paquistão consistentemente afirma que reforçou a segurança ao longo dos vários anos. Em 2010, o presidente general do Estado Maior Tariq Majid exaltou a delegação do mundo na Universidade Nacional de Defesa, que, "o mundo deve aceitar o Paquistão como uma potência nuclear". Embora descartou todas as preocupações sobre a segurança do arsenal nuclear do país, o general Majid mantém-se ao fato: "Estamos assumindo a nossa responsabilidade com a maior vigilância e confiança. Temos de colocar em prática um regime muito robusto, que inclui "mecanismos de múltiplas camadas" e processos para garantir a os ativos estratégicos, e forneceram o máximo de transparência em nossas práticas. Estamos tranquilizando a comunidade internacional sobre estas questão repetidas vezes em nossa trajetória, desde o tempo do nosso programa da bomba atômica foi aberta e imaculada".
Em 7 de setembro de 2013, o Departamento de Estado dos Estados Unidos disse que "o Paquistão tem uma força de segurança profissional e dedicada que entende perfeitamente a importância da segurança nuclear". O Paquistão já havia rejeitado alegações da mídia dos Estados Unidos que a administração Obama estava preocupada com a segurança das armas nucleares do Paquistão, dizendo que o país tem um sistema profissional e robusto para monitorar as armas nucleares.

### Conselho de Segurança Nacional
- Comissão de Coordenação Econômica
- Comissão de Controle do Desenvolvimento
- Comissão de Controle do Emprego
- Unidade de Monitoramento Financeiro

#### Comandos estratégicos de combate
- Comando Estratégico da Força Aérea
- Comando Estratégico do Exército
- Comando Estratégico da Marinha

## Agências de desenvolvimento das armas

### Comissão Nacional de Engenharia & Ciência (NESCOM)
- Complexo Nacional de Desenvolvimento, Islamabad
- Organização de Gerenciamento de Projetos, Khanpur
- Complexo Aéreo de Armas, Hasan Abdal
- Complexo Marítimo de Tecnologia, Carachi

### Ministério da Produção de Defesa
- Pakistan Ordnance Factories, Wah
- Complexo de Aeronáutica do Paquistão, Kamra
- Organização de Tecnologia e Ciência da Defesa, Chattar

### Comissão de Energia Atômica do Paquistão (PAEC)
- Diretoria de Desenvolvimento Técnico
- Diretoria de Equipamento Técnico
- Diretoria de Aprovisionamento Técnico
- Diretoria de Ciência e Engenharia de Serviços
- Instituto de Energia Nuclear, Islamabad
- Instituto Paquistanês de Ciência e Tecnologia Nuclear
- Novos Laboratórios, Rawalpindi
- Instalação de reprocessamento Piloto
- Reatores Nucleares de Pesquisa PARR-1 e PARR-2
- Centro de Estudos Nucleares, Islamabad
- Centro de Treinamento de informática, Islamabad
- Centro de Detecção e Rastreamento Nuclear (Centro de Detecção e Rastreamento Nuclear em Estado Sólido)
- Reator Khushab, Khushab
- Centro de Minerais e Energia Atômica, Lahore
- Divisão de Hard Rock, Peshawar
- Programa de Minerais e Areia, Carachi
- Mina de Urânio Baghalchur, Baghalchur
- Mina de Urânio Dera Ghazi Khan, Dera Ghazi Khan
- Minas de Urânio Issa Khel/Kubul Kel, Mianwali
- Instalação de Produção de Água Pesada de Multan, Multan, Panjabe
- Instalação de Conversão de Urânio, Islamabad
- Usina de Ultracentrífuga Golra, Golra
- Usina de Ultracentrífuga Sihala, Sihala
- Diretoria de Controle de Qualidade, Islamabad
- Novos Laboratórios de Nilore, Islamabad

### Comissão de Pesquisa do Espaço e Alta Atmosférica (SUPARCO)
- Instituto Aeroespacial, Islamabad
- Centro de Computação, Carachi
- Laboratórios de Controle de Sistemas
- Centro de Lançamento de Satélite Sonmiani, Praia Sonmiani
- Instrumentação de Laboratórios, Carachi
- Divisão de Pesquisa de Materiais
- Unidade de Garantia e Controle de Qualidade
- Unidade de Manutenção de Foguetes
- Unidade de Composição de Propelente Sólido
- Unidade de Composição de Propelente Líquido
- Unidade de Teste Estático, Carachi
- Centro de Pesquisa Espacial e Atmosférica, Carachi
- Centro de Lançamento de Satélite Tilla, Tilla, Panjabe

### Ministério da Indústria & Produção
- Corporação de Engenharia do estado
- Heavy Mechanical Complex Ltd.
- Pakistan Steel Mills Limited, Carachi

## Sistemas de entrega

### Sistemas terrestres
A partir de 2011, o Paquistão possui uma grande variedade de mísseis balísticos de médio alcance com capacidade nuclear com um alcance de até 2 500 km. O Paquistão também possui mísseis de cruzeiro Babur com capacidade nuclear, com um alcance de até 700 km. Em abril de 2012, o Paquistão lançou um Hatf-4 Shaheen-1A, que dizem ser capaz de transportar uma ogiva nuclear projetada para evitar os sistemas de mísseis de defesa. O alcance dos mísseis de cruzeiro Babur também podem ser estendidos para 1 000 km ou mais. Estes mísseis terrestres são controlados pelo Comando Estratégico do Exército paquistanês.
O Paquistão acredita-se estar desenvolvendo armas nucleares táticas para uso no campo de batalha, com alcance de até 60 km, como o míssil Nasr. De acordo com Jeffrey Lewis, diretor do Programa de Não Proliferação do Leste da Ásia do Instituto Monterey de Estudos Internacionais, citando uma reportagem do Paquistão, Paquistão está desenvolvendo seu próprio equivalente ao lançador Davy Crockett com ogiva miniaturizada que pode ser semelhante ao W54.
Durante um interrogatório em 2013, Yasin Bhatkal chefe indiano do Indian Mujahideen alegou que ele estava planejando um ataque nuclear em Surate, Índia e que, quando ele pediu uma arma nuclear para esse fim o seu chefe baseado no Paquistão Riyaz Bhatkal havia respondido que "Tudo pode ser arranjado no Paquistão".

### Sistemas aéreos
A Força Aérea do Paquistão acredita-se ter praticado "Sistema de Bombardeio de Baixa Altitude", em 1980 e 1990, um método de lançamento de armas de caças-bombardeiros que também podem ser usados para entregar ogivas nucleares. A Força Aérea do Paquistão tem duas unidades dedicadas (No. 16 Black Panthers e No. 26 Black Spiders) operam 18 aeronaves em cada esquadrão (36 aeronaves no total) JF-17 Thunder acredita ser o veículo preferido para a entrega de armas nucleares. Estas unidades são partes importante do Plano Estratégico do Comando da Aeronáutica, um comando responsável pela resposta nuclear. A Força Aérea do Paquistão também opera uma frota de caças F-16, dos quais 18 foram entregues em 2012 e confirmados pelo general Ashfaq Parvez Kayani, são capazes de transportar armas nucleares. Com um terceiro esquadrão que estão sendo levantados, isso traria o número total de aeronaves dedicados para uso nuclear para um total de 54. A Força Aérea do Paquistão também possui o míssil de cruzeiro Ra'ad lançados por ar, que tem um alcance de 350 km e pode transportar uma ogiva nuclear com um rendimento de entre 10kt a 35kt.
Também foi relatado que um míssil de cruzeiro lançado por ar (ALCM) com um alcance de 350 km foi desenvolvido pelo Paquistão, designado Hatf-VIII e nomeado Ra'ad ALCM, que pode, teoricamente, ser armado com uma ogiva nuclear. Foi relatado, acredita-se por um caça Mirage III, de acordo com um oficial ocidental que testou ser capaz de penetrar alguns sistemas de defesa aérea/mísseis de defesa.

### Sistemas navais
A Marinha do Paquistão foi relatada pela primeira vez publicamente estar considerando instalar armas nucleares nos submarinos, em fevereiro de 2001. Mais tarde, em 2003, foi declarado pelo Almirante Shahid Karimullah, então Chefe Naval, que não há planos para a implantação de armas nucleares nos submarinos, mas se "forçados" seria feito. Em 2004, a Marinha do Paquistão estabeleceu o Comando Estratégico Naval e tornou responsável por combater as armas navais de destruição em massa. Acredita-se pela maioria dos especialistas de que o Paquistão está desenvolvendo uma variante baseada no mar do Babur Hatf-VII, que é um míssil de cruzeiro lançado por terra com capacidade nuclear. Com um estoque de plutônio, o Paquistão seria capaz de produzir uma variedade de ogivas nucleares em miniatura que lhe permitiriam os mísseis anti-navio C-802 e C-803, bem como sendo capaz de desenvolver torpedos nucleares, bombas nucleares de profundidade e minas navais nucleares.

## Futuro dos sistemas de entrega

### Submarino nuclear
Em resposta ao INS Arihant, o primeiro submarino nuclear da Índia, a Marinha do Paquistão lançou uma proposta para construir o seu próprio submarino nuclear como uma resposta direta ao programa de submarino nuclear indiano. Muitos especialistas militares acreditam que o Paquistão tem a capacidade de construir um submarino nuclear e está pronto para construir. Finalmente, em fevereiro de 2012, a Marinha do Paquistão anunciou que iria começar a trabalhar na construção de um submarino nuclear para atender melhor às ameaças nucleares da Marinha indiana. De acordo com a Marinha, o submarino nuclear é um projeto ambicioso, e será projetado e construído pelos nativos. No entanto, a Marinha ressaltou que a "conclusão do projeto e testes iria demorar entre 5 a 8 anos para construir o submarino nuclear depois que o Paquistão se juntar à lista de países que tem um submarino nuclear".